# La huella (película de 2007)
La huella es una película basada en la obra teatral homónima de Anthony Shaffer que además es un remake de la película homónima estrenada en el año 1972. Dirigida por Kenneth Branagh, se estrenó en el año 2007 con Michael Caine y Jude Law como protagonistas.

## Sinopsis de la película
Un escritor rico ya entrado en años, Andrew Wyke (Caine), ajusta cuentas con un joven actor en paro que compagina su faceta de actor con la de peluquero (Law) que ha conquistado el corazón de su mujer, y para ello organiza un juego de consecuencias peligrosas.

## Reparto
- Jude Law - Milo Tindle
- Michael Caine - Andrew Wyke
- Harold Pinter - Hombre de la televisión
- Carmel O'Sullivan - Maggie
- Kenneth Branagh - Hombre entrevistado por Harold Pinter en televisión.